# Черногърда костенурка
Черногърдата костенурка (Geoemyda spengleri) е вид влечуго от семейство Азиатски речни костенурки (Geoemydidae). Видът е застрашен от изчезване.

## Разпространение
Разпространен е във Виетнам и Китай.